# Mexitrichia bolivica
Mexitrichia bolivica är en nattsländeart som beskrevs av Schmid 1958. Mexitrichia bolivica ingår i släktet Mexitrichia och familjen stenhusnattsländor. Inga underarter finns listade i Catalogue of Life.